# Sweden, Maine
Sweden  är en kommun (town) i Oxford County i delstaten Maine, USA. Vid folkräkningen år 2010 uppgick antalet invånare till 391. Den har enligt United States Census Bureau en area på totalt 76,9 km² varav 2,4 km² är vatten.

### Fotnoter
1. ↑  ”Sweden town, Oxford County, Maine” (på engelska). American Factfinder. 13 mars 2010. Arkiverad från originalet den 13 februari 2020. https://archive.today/20200213123308/http://factfinder.census.gov/bkmk/table/1.0/en/DEC/10_DP/DPDP1/0600000US2301775595. Läst 17 september 2017.